# Brazil labdarúgó-bajnokság (első osztály)
A Campeonato Brasileiro de Clubes da Série A (ismertebb nevén Brasileirão) a brazil labdarúgó-bajnokságok legfelsőbb osztályának elnevezése 1959 óta. Jelenleg húsz csapat a tagja. A szezonok májustól decemberig tartanak, és 38 mérkőzést játszanak a részt vevő csapatok, minden csapat kétszer az összes többivel, egyszer hazai, egyszer idegen pályán.
Érdekesség, hogy a világ egyik legnagyobb labdarúgónemzetének elég későn lett nemzeti bajnoksága, ami az egész országra kiterjedt. Mielőtt mindez megalakult, az állami bajnokságok jelentették a legnagyobb presztízst a brazil klubok életében. Ezek sokkal idősebbek, mint a nemzeti bajnokság.
Eddig 17 csapatnak sikerült bajnoki címet szereznie. A jelenlegi címvédő a Flamengo.

## Résztvevők
A 2023-as szezonban résztvevő csapatok:
| Csapat               | Város             | Állam             | Stadion                | Férőhely |
| -------------------- | ----------------- | ----------------- | ---------------------- | -------- |
| América Minero       | Belo Horizonte    | Minas Gerais      | Independência          | 23 018   |
| Atlético Mineiro     | Belo Horizonte    | Minas Gerais      | Arena MRV              | 48 000   |
| Athletico Paranaense | Curitiba          | Paraná            | Arena da Baixada       | 42 370   |
| Bahia                | Salvador          | Bahia             | Arena Fonte Nova       | 47 907   |
| Botafogo             | Rio de Janeiro    | Rio de Janeiro    | Olímpico Nilton Santos | 44 661   |
| Corinthians          | São Paulo         | São Paulo         | Arena Corinthians      | 47 605   |
| Coritiba             | Curitiba          | Paraná            | Couto Pereira          | 40 502   |
| Cruzeiro             | Belo Horizonte    | Minas Gerais      | Mineirão               | 62 000   |
| Cuiabá               | Cuiabá            | Mato Grosso       | Arena Pantanal         | 44 000   |
| Flamengo             | Rio de Janeiro    | Rio de Janeiro    | Maracanã               | 78 838   |
| Fluminense           | Rio de Janeiro    | Rio de Janeiro    | Maracanã               | 78 838   |
| Fortaleza            | Fortaleza         | Ceará             | Castelão               | 63 903   |
| Goiás                | Goiânia           | Goiás             | Serra Dourada          | 50 049   |
| Grêmio               | Porto Alegre      | Rio Grande do Sul | Arena do Grêmio        | 55 662   |
| Internacional        | Porto Alegre      | Rio Grande do Sul | Beira-Rio              | 50 128   |
| Palmeiras            | São Paulo         | São Paulo         | Allianz Parque         | 43 713   |
| Red Bull Bragantino  | Bragança Paulista | São Paulo         | Nabi Abi Chedid        | 17 128   |
| Santos               | Santos            | São Paulo         | Vila Belmiro           | 16 068   |
| São Paulo            | São Paulo         | São Paulo         | Morumbi                | 72 039   |
| Vasco da Gama        | Rio de Janeiro    | Rio de Janeiro    | São Januário           | 24 584   |

## Az eddigi győztesek
| Klub                 | Bajnoki címek száma | Második helyezések száma | Bajnok                                                            | Második                                        |
| -------------------- | ------------------- | ------------------------ | ----------------------------------------------------------------- | ---------------------------------------------- |
| Palmeiras            | 11                  | 4                        | 1960, 1967, 1967*, 1969, 1972, 1973, 1993, 1994, 2016, 2018, 2022 | 1970, 1978, 1997, 2017                         |
| Santos               | 8                   | 8                        | 1961, 1962, 1963, 1964, 1965, 1968, 2002, 2004                    | 1959, 1966, 1983, 1995, 2003, 2007, 2016, 2019 |
| Flamengo             | 7                   | 3                        | 1980, 1982, 1983, 1992, 2009, 2019, 2020                          | 1964, 2018, 2021                               |
| Corinthians          | 7                   | 3                        | 1990, 1998, 1999, 2005, 2011, 2015, 2017                          | 1976, 1994, 2002                               |
| São Paulo            | 6                   | 6                        | 1977, 1986, 1991, 2006, 2007, 2008                                | 1971, 1973, 1981, 1989, 1990, 2014             |
| Cruzeiro             | 4                   | 5                        | 1966, 2003, 2013, 2014                                            | 1969, 1974, 1975, 1998, 2010                   |
| Vasco da Gama        | 4                   | 4                        | 1974, 1989, 1997, 2000                                            | 1965, 1979, 1984, 2011                         |
| Fluminense           | 4                   | —                        | 1970, 1984, 2010, 2012                                            | —                                              |
| Internacional        | 3                   | 8                        | 1975, 1976, 1979                                                  | 1967, 1968, 1988, 2005, 2006, 2009, 2020, 2022 |
| Atlético Mineiro     | 2                   | 5                        | 1971, 2021                                                        | 1977, 1980, 1999, 2012, 2015                   |
| Grêmio               | 2                   | 3                        | 1979, 1967                                                        | 1982, 2008, 2013                               |
| Botafogo             | 2                   | 3                        | 1968, 1995                                                        | 1962, 1972, 1992                               |
| Bahia                | 2                   | 2                        | 1959, 1988                                                        | 1961, 1963                                     |
| Guarani              | 1                   | 2                        | 1978                                                              | 1986, 1987                                     |
| Athletico Paranaense | 1                   | 1                        | 2001                                                              | 2004                                           |
| Sport Recife         | 1                   | —                        | 1987                                                              | —                                              |
| Coritiba             | 1                   | —                        | 1985                                                              | —                                              |